# Inga Tegen
Inga Tegen, född 27 december 1916 i Uppsala, död 29 september 2009 i Stockholm, var en svensk översättare. Mellan 1933 och 1975, översatte Inga Tegen åtta böcker från tyska, ryska och norska.
Hon var dotter till professor Einar Tegen och författaren och översättaren Gunhild Tegen och bror till musikforskaren och översättaren Martin Tegen.

## Översättningar
- Marie Hamsun: Barnen på Langerud (Lindblad, 1933)
- Fred Hildenbrandt: Fritz Freemann blir reporter (Fritz Freemann wird Reporter) (Lindblad, 1936)
- Lise Lindbæk: En session i Genève (En sesjon i Genève) (översatt tillsammans med Gunhild Tegen) (Tiden, 1937)
- Wolfgang Steinitz: Lärobok i ryska (Russisches Lehrbuch) (Svenska bokförlaget, 1945)
- Leonid Solovev: Skälmen från Bokhara (Geber, 1945)
- Lise Börsum: Spegelbilder (Kooperativa förbundet, 1948)
- Albert Theile: Konst i Afrika (Kunst in Afrika) (LT, 1963)
- Gustav Schenk: Människan genom tiderna (Der Mensch: gestern, heute, morgen) (LT, 1963)